# Samho-rodongjagu
Samho-rodongjagu är en ort i Nordkorea.   Den ligger i provinsen Hamnam, i den centrala delen av landet, 210 km nordost om huvudstaden Pyongyang. Samho-rodongjagu ligger 4 meter över havet och antalet invånare är 19 025.
Terrängen runt Samho-rodongjagu är kuperad västerut, men österut är den platt. Havet är nära Samho-rodongjagu åt sydost.  Närmaste större samhälle är Hongwŏn, 11,2 km nordost om Samho-rodongjagu. 